# IC3PEAK
IC3PEAK (Айспік) — російська експериментальна електронна група з Москви. Проєкт створено в жовтні 2013 року.
Один з найпопулярніших молодих російських електронних гуртів, який виступає в США, Бразилії, Мексиці, Франції, Швеції, Туреччині, Німеччині та інших країнах. Після нападу Росії на Україну 24 лютого 2022 року група виступила проти війни і залишила Росію.

## Історія
Московська група IC3PEAK — дует Анастасії Кресліної і Миколи Костилєва — вдаліше за інших змогла конвертувати запізнілу російську моду на віч-хауз і похмурі рейви середини 2000-х в переконливу і самостійну музику. Грають IC3PEAK перевантажений по всіх частотах цифровий індустріальний поп, у якому візуальний тероризм поєднується з мелодійною виразністю і можливостями для танців (а також з обов'язковим відеоартом — офіційно IC3PEAK іменують себе «аудіовізуальним проєктом»).
Історія групи почалася в жовтні 2013 року. Анастасія Кресліна і Микола Костилєв познайомилися в студентські роки в РГГУ. Батько Миколи диригент, а мати викладачка гри на піаніно. Мати Анастасії — оперна співачка. Незважаючи на творчу атмосферу, яка оточувала їх з дитинства, повноцінного музичної освіти жоден з учасників дуету так і не отримав. Настя лише вміла грати на віолончелі, а Микола навчався в музичній школі. У Миколи вже був власний проєкт Oceania, який виконував ліричні композиції. Настя приєдналася до нього, і разом вони випустили 2 альбоми у співпраці з японським лейблом Seven Records. До цього вона також намагалася виступати в складі групи #PRIPOY — колективі дівчат, які відігравали на шумових інструментах. Згодом Настя та Микола вирішили взятися за власні експерименти. Вони створили трек «Quartz», який виклали в інтернеті. Для назви своєї групи вони обрали випадкове слово «Icepeak» — це був бренд чохла ноутбука Анастасії.
Перший виступ відбувся в Санкт-Петербурзі, а друге вже в Москві на другий вечірці з серії «W17CHØU7» («Witchout»), де обсяг публіки був вже близько 600 осіб. Перший реліз проєкту був на портлендському лейблі STYLSS в 2014 році, на ньому ж був випущений перший кліп на трек «Ether». Після виходу EP «Vacuum» в 2014 році на французькому лейблі Stellar Kinematics відбулися перші виступи у Європі: у Франції (Бордо і Париж) і в Латвії (Рига).
У 2016 році група гастролювала в Бразилії, де знайшла багато слухачів. Там же частково був знятий кліп для треку «Go With the Flow». У тому ж році відбувся перший тур по США і виступ в Мексиці.
У 2017 році IC3PEAK увійшла до короткого списку претендентів на премію незалежної музики Jager Music Awards у категорії «Електроніка» і здобули її, а також отримали премію «Золота Гаргулья», як кращий експериментальний проєкт року.
На початку листопада того ж року група випустила перший російськомовний альбом під назвою «Сладкая жизнь» та кліп на трек з нього «Грустная сука», який зібрав більше семи мільйонів переглядів на YouTube.
В альбомі «Сказка» з'явилися пісні на соціальні теми. В найбільш яскравій пісні «Смерти Больше Нет» Кресліна співає, сидячи на шиї у омонівця перед будівлею ФСБ на Луб'янці про те, як «разом з іншими тебе скрутять на площі». Також є рядки «виходжу на вулицю гладити кота, а його переїжджає тачка мента». Восени 2018 року у гурту почалися проблеми зі скасуванням концертів у містах Росії місцевими силовиками.

## Склад
- Анастасія Кресліна — вокал, текст, візуальний склад
- Микола Костилєв — музика, текст

## Дискографія

### Студійні альбоми
- IC3PEAK (2015)
- Fallal (2016)
- Сладкая жизнь (2017)
- Сказка (2018)[14]
- До свидания (2020)[15]
- Kiss of death (2022)
- Coming Home (2025)

### Сингли
- Ellipse (2014) / Electronica Records

- I'll Be Found Remixes (2014)
- Really Really (2014)
- Kawaii / Warrior (2016) / Manimal Vinyl

- КТО (2017) / Self-released

- Monster (2017) / Manimal Vinyl
- THIS WORLD IS SICK (2018)
- Сказка (2018)
- Марш (2020)[14]
- TRRST (2020)
- VAMPIR (2021)
- Червь/Worm (2022)
- Dead but pretty (2022)
- Hey (2023)
- Tears, pain and blood (2023)
- Жадина (2024)
- Crack in the ground (2024)
- Ненавижу (2024)
- Господи, прости меня (2025)

### EP
- SUBSTANCES (2014) / STYLSS
- Vacuum (2014) / Stellar Kinematics[14]

### Колаборації
- ЗЕРКАЛО (2017) (Разом з Boulevard Depo)[16]
- CRY (2017) (Разом з Томмі Кешом)[17]
- Ожоги (2018) (Разом з Boulevard Depo)[18]

## Відеокліпи
| №  | Рік  | Назва                                                               |
| -- | ---- | ------------------------------------------------------------------- |
| 1  | 2014 | «Ether» [Архівовано 7 грудня 2018 у Wayback Machine.]               |
| 2  | 2014 | «Vacuum» [Архівовано 7 грудня 2018 у Wayback Machine.]              |
| 3  | 2016 | «Go with the flow» [Архівовано 3 грудня 2018 у Wayback Machine.]    |
| 4  | 2017 | «Kawaii warrior» [Архівовано 18 грудня 2018 у Wayback Machine.]     |
| 5  | 2017 | «So safe» [Архівовано 2 червня 2019 у Wayback Machine.]             |
| 6  | 2017 | «Make you cry» [Архівовано 20 грудня 2018 у Wayback Machine.]       |
| 7  | 2017 | «Грустная сука» [Архівовано 24 грудня 2018 у Wayback Machine.]      |
| 8  | 2017 | «Collapse»                                                          |
| 9  | 2018 | «This world is sick» [Архівовано 20 грудня 2018 у Wayback Machine.] |
| 10 | 2018 | «Сказка» [Архівовано 7 грудня 2018 у Wayback Machine.]              |
| 11 | 2018 | «Смерти больше нет» [Архівовано 9 грудня 2018 у Wayback Machine.]   |
| 12 | 2020 | «Марш»                                                              |
| 13 | 2020 | «Плак-Плак» [Архівовано 4 травня 2020 у Wayback Machine.]           |